# دايتشي ماتسوياما
دايتشي ماتسوياما (باليابانية: 松山 大地) (مواليد 11 يناير 1974)، هو لاعب كرة قدم ياباني سابق كان يلعب كلاعب وسط.

## وصلات خارجية
- دايتشي ماتسوياما على موقع رابطة كرة القدم اليابانية للمحترفين (اليابانية)
- دايتشي ماتسوياما على موقع عالم كرة القدم.نت (الإنجليزية)